# Eurycyde spinosa
Eurycyde spinosa är en havsspindelart som beskrevs av Hilton, W.A. 1916. Eurycyde spinosa ingår i släktet Eurycyde och familjen Ammotheidae. Inga underarter finns listade i Catalogue of Life.